# Sils Maria (film)
Pour l’article homonyme, voir Sils-Maria.
Pour plus de détails, voir Fiche technique et Distribution.
Sils Maria (en anglais : Clouds of Sils Maria) est un film dramatique franco-germano-suisse écrit et réalisé par Olivier Assayas et sorti en 2014.
Le titre reprend le lieu où se situe l'histoire : le village suisse de Sils-Maria.

## Synopsis

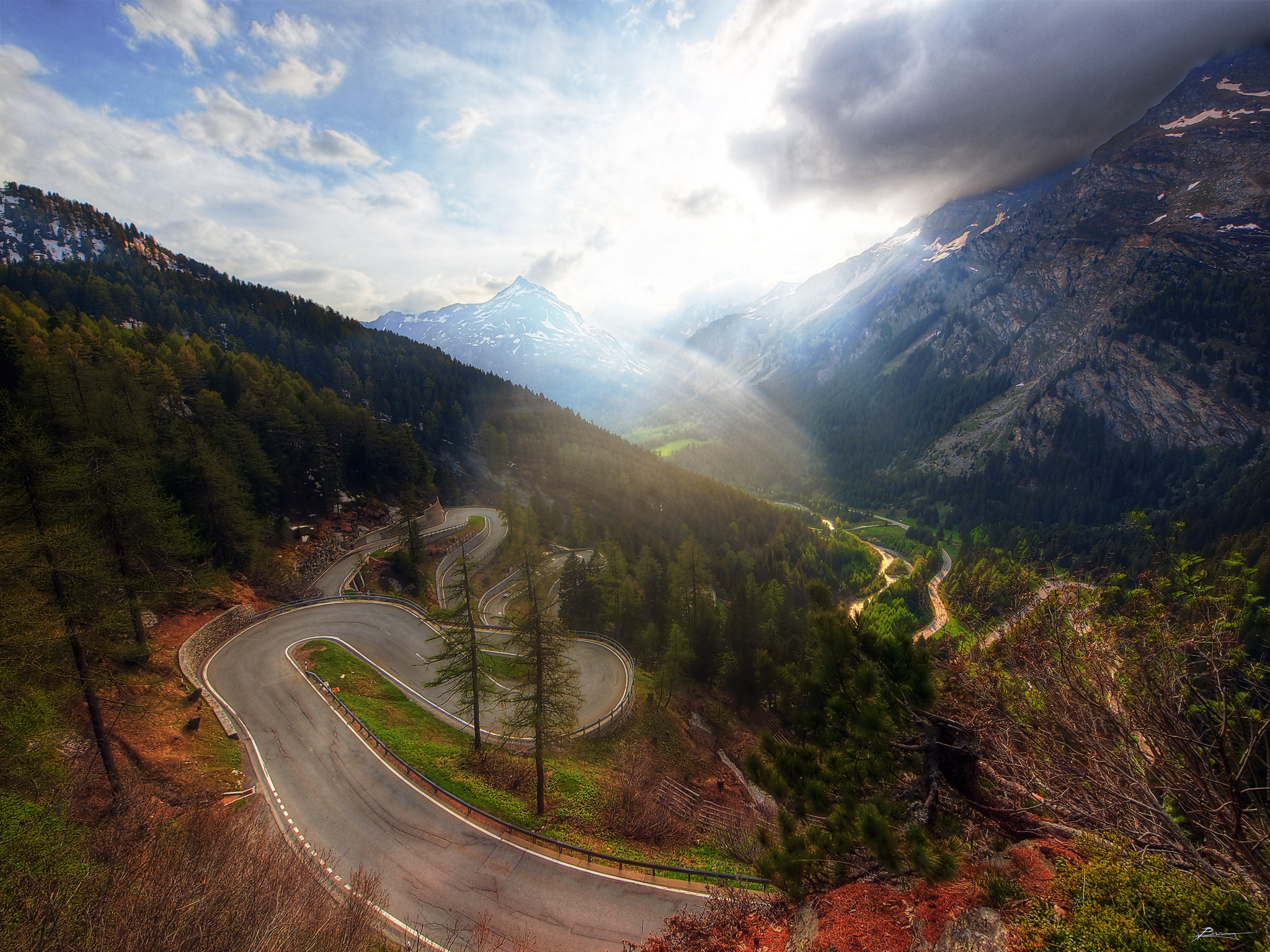
Le col de la Maloja en Suisse.

Comédienne de stature internationale, Maria Enders a la quarantaine. Dans le train qui la mène à Zurich avec son assistante personnelle, Valentine, elle apprend la mort de son ami, le dramaturge Wilhelm Melchior. Elle allait justement recevoir à sa place un prix qui lui est décerné, avant de le rejoindre chez lui près de Sils-Maria, dans l'Engadine (canton des Grisons).
Alors qu'elle était une jeune comédienne de 18 ans, elle avait été révélée en jouant, magnifiquement, dans une de ses pièces intitulée Le Serpent de Maloja, Sigrid, une jeune fille ambitieuse qui pousse au suicide sa patronne, Helena, femme d'âge mûr, blessée par la vie et amoureuse d'elle.
Un jeune metteur en scène qui l'admire, Klaus Disterweg, se propose de remonter la pièce à Londres et la convainc, difficilement, de prendre le rôle d'Helena, le rôle de Sigrid devant revenir à une jeune starlette branchée, Jo-Ann Ellis.
Maria se retire avec Valentine dans la maison de Wilhelm Melchior au pied du col de la Maloja pour apprendre son rôle. Valentine lui donne la réplique, arpente la montagne avec elle, et les relations ambiguës entre les deux femmes se confondent, dans un écho troublant, avec celles des personnages de la pièce.

## Fiche technique
- Titre original : Clouds of Sils Maria
- Titre français : Sils Maria
- Titre québécois :
- Réalisation et scénario : Olivier Assayas
- Direction artistique : Gabriella Ausonio
- Décors : Francois-Renaud Labarthe
- Costumes : Jürgen Doering
- Photographie : Yorick Le Saux
- Son : Daniel Sobrino
- Montage : Marion Monnier
- Musique : Johann Pachelbel (canon en ré majeur), Kowalski
- Production : Charles Gillibert
- Sociétés de production : Arte, CAB Productions, CG Cinéma, Pallas Film et Vortex Sutra
- Sociétés de distribution :  Les Films du losange
- Budget : 5.10M€[1]
- Pays d’origine :  France,  Allemagne,  Suisse
- Langue originale : anglais
- Format : couleur - 35 mm
- Genre : drame
- Durée : 124 minutes
- Dates de sortie :
  - France 20 mai 2014 (Festival de Cannes 2014) ; 20 août 2014 (sortie nationale)

## Distribution
- Juliette Binoche (VFB : Manuela Servais) : Maria Enders

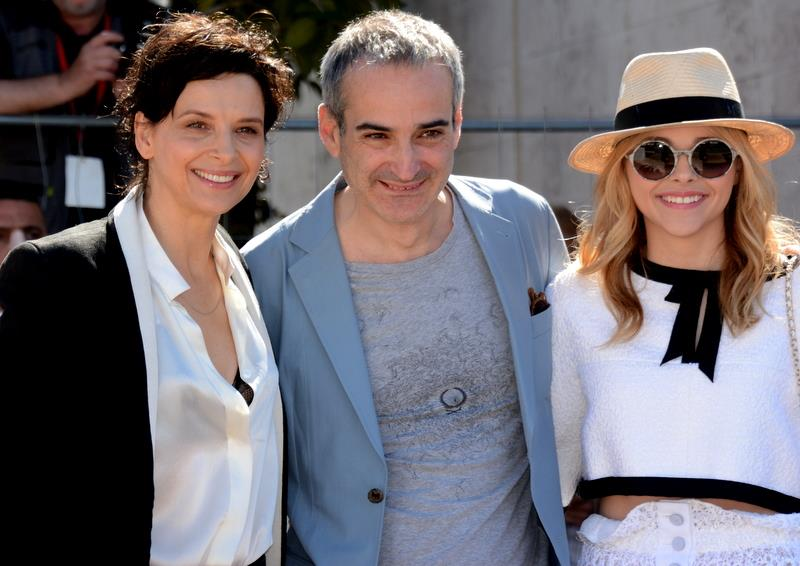
Juliette Binoche, Olivier Assayas et Chloë Grace Moretz lors de la présentation du film au Festival de Cannes 2014.

- Kristen Stewart (VF : Noémie Orphelin) : Valentine, l’assistante de Maria
- Chloë Grace Moretz (VFB : Audrey d'Hulstère) : Jo-Ann Ellis
- Lars Eidinger (VFB : Mathieu Moreau) : Klaus Diesterweg
- Johnny Flynn : Christopher Giles
- Angela Winkler (VFB : Fabienne Loriaux) : Rosa Melchior
- Hanns Zischler (VFB : Yves Degen) : Henryk Wald
- Nora Waldstätten : l'actrice du film de science-fiction
- Brady Corbet (VFB : Olivier Prémel) : Piers Roaldson
- Aljoscha Stadelmann (VFB : Thierry Janssen) : Urs Kobler
- Claire Tran (VF : elle-même) : Mei Ling, l'assistante de Maria à Londres
- Stuart Manashil : l'agent de Maria
- Peter Farkas : le journaliste à Zurich
- Ben Posener : le journaliste à Londres
- Ricardia Bramley : l'invitée du talk show
- Luise Berndt (VFB : Claire Tefnin) : Nelly, l'assistante de Urs
- Gilles Tschudi : le maire de Zurich
- Benoît Peverelli (VFB : Pierre Lognay) : Berndt
- Caroline de Maigret : l’attachée de presse Chanel
- Arnold Gramara : le concierge du Waldhaus
- Sean McDonagh : l'assistant du théâtre de Londres
- Valery Bukreev : Wilhelm Melchior
- Katrin Schmidt : Dorothea Von Duisburg
- Jakob Kohn : manager de Jo-Ann (non crédité)

## Production
En 1985, Juliette Binoche avait joué dans Rendez-vous, un film d'André Téchiné qu'Olivier Assayas avait coécrit, puis elle avait tourné pour Assayas dans L'Heure d'été, sorti en 2008. L'actrice a alors souhaité collaborer à nouveau avec le réalisateur car l'expérience de L'Heure d'été ne leur avait pas permis de travailler ensemble suffisamment longtemps.
Lors de l'écriture, Assayas découpe son scénario en chapitres, que l'on peut déceler dans le film à chaque fondu au noir.
Durant le tournage, Juliette Binoche et Kristen Stewart ont fini par réinventer leurs scènes, comme la séquence de l’hôtel qui était initialement prévue avec un « dialogue un peu ironique et distant ».
Le film a été partiellement tourné dans l'hôtel Waldhaus, où les actrices ont logé durant le tournage.

## Distinctions

### Récompenses
- Prix Louis-Delluc 2014

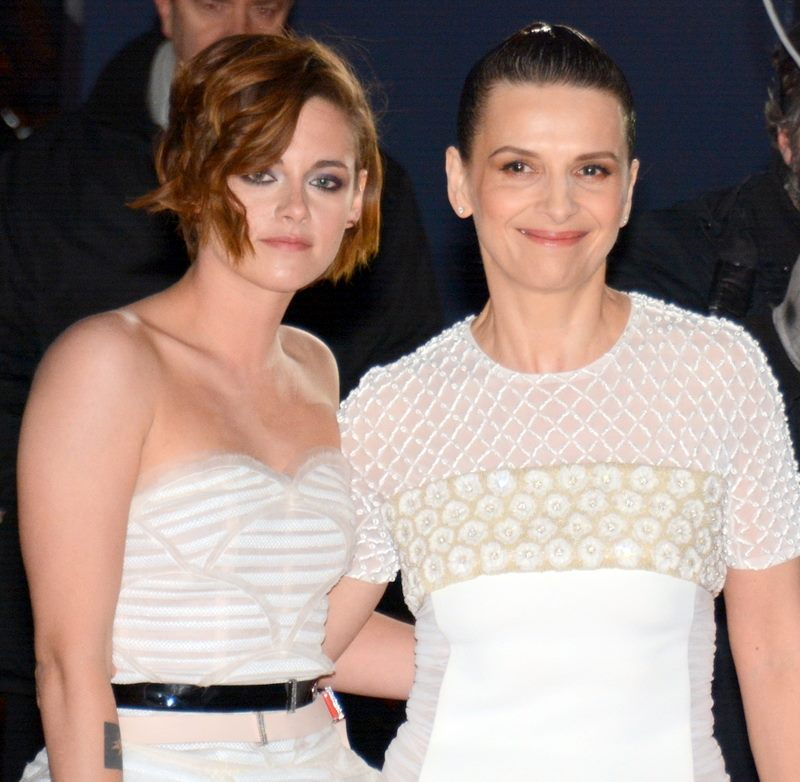
Kristen Stewart et Juliette Binoche à la des César.

- César 2015 : meilleure actrice dans un second rôle pour Kristen Stewart
- New York Film Critics Circle Awards 2015 : meilleure actrice dans un second rôle pour Kristen Stewart
- Boston Online Film Critics Association Awards 2015 : meilleure actrice dans un second rôle pour Kristen Stewart

### Sélections et nominations
- AFI Fest 2014 : sélection « Special Screenings »
- Festival de Cannes 2014 : sélection officielle
- Festival international du film de Locarno 2014
- Festival international du film de Toronto 2014 : sélection « Special Presentations »
- Césars 2015 : 
  - meilleur film ;
  - meilleur réalisateur ;
  - meilleure actrice pour Juliette Binoche ;
  - meilleur scénario original ;
  - meilleure photographie.